# Saison 2022-2023 du Tottenham Hotspur FC
Maillots
Chronologie
Saison précédente Saison suivante
La saison 2022-2023 du Tottenham Hotspur FC est la 31e saison du club en Premier League et la 45e saison consécutive dans l'élite du football anglais. 
Cette saison fait suite à la saison 2021-2022, qui a vu le club obtenir une 4e place en championnat, synonyme de qualification pour la phase de groupe de la ligue des champions. Antonio Conte mène les Spurs depuis le 2 novembre 2021 après le limogeage de Nuno Espírito Santo. Le club réalise une saison en demi-teinte, éliminé en 8e de finale de ligue des champions par l'AC Milan et sorti de FA Cup au 5e tour par Sheffield. Ces résultats jugés insuffisants, Conte est démis de ses fonctions le 26 mars 2023. L'intérim est assuré par Cristian Stellini qui, après une lourde défaite (6-1) sur la pelouse de Newcastle est à son tour renvoyé le 24 avril 2023 remplacé par Ryan Mason qui n'obtiendra qu'une décevante 8e place en Premier League à l'issue de la saison.

## Transferts
| Nom                    | Poste             | Nationalité    | Transfert      | Indemnité          | Mercato         | Provenance/Destination | Division             |
| Arrivées               |                   |                |                |                    |                 |                        |                      |
| Pedro Porro            | Arrière droit     | Espagne        | Prêt           | 5 millions d'€     | Mercato d'hiver | Sporting CP            | Liga Portugal        |
| Arnaut Danjuma         | Attaquant         | Pays-Bas       | Prêt           | -                  | Mercato d'hiver | Villarreal CF          | La Liga              |
| Alfie Whiteman         | Gardien           | Angleterre     | Retour de prêt | -                  | Mercato d'hiver | Degerfors IF           | Allsvenskan          |
| Dejan Kulusevski       | Attaquant         | Suède          | Prêt           | -                  | Mercato d'été   | Juventus               | Serie A              |
| Ivan Perišić           | Ailier gauche     | Croatie        | Transfert      | Libre              | Mercato d'été   | Inter Milan            | Serie A              |
| Fraser Forster         | Gardien           | Angleterre     | Transfert      | Libre              | Mercato d'été   | Southampton            | Premier League       |
| Yves Bissouma          | Milieu de terrain | Mali           | Transfert      | 29,2 millions d'€  | Mercato d'été   | Brighton & Hove Albion | Premier League       |
| Richarlison            | Attaquant         | Brésil         | Transfert      | 58 millions d'€    | Mercato d'été   | Everton FC             | Premier League       |
| Clément Lenglet        | Défenseur         | France         | Prêt           | -                  | Mercato d'été   | FC Barcelone           | La Liga              |
| Djed Spence            | Arrière droit     | Angleterre     | Transfert      | 14,7 millions d'€  | Mercato d'été   | Middlesbrough          | Championship         |
| Destiny Udogie         | Arrière gauche    | Italie         | Transfert      | 18 millions d'€    | Mercato d'été   | Hellas Vérone          | Serie A              |
| Cristian Romero        | Défenseur         | Argentine      | Transfert      | 50 millions d'€    | Mercato d'été   | Atalanta Bergame       | Serie A              |
| Départ                 |                   |                |                |                    |                 |                        |                      |
| Matt Doherty           | Défenseur         | Irlande        | Prêt           | -                  | Mercato d'hiver | Atlético Madrid        | La liga              |
| Djed Spence            | Défenseur         | Angleterre     | Prêt           | -                  | Mercato d'hiver | Stade Rennais          | Ligue 1              |
| Harvey White           | Milieu de terrain | Angleterre     | Prêt           | -                  | Mercato d'hiver | Derby County           | League One           |
| Bryan Gil              | Milieu de terrain | Espagne        | Prêt           | -                  | Mercato d'hiver | Séville FC             | La Ligua             |
| Cameron Carter-Vickers | Défenseur         | Angleterre     | Transfert      | 7 millions d'€     | Mercato d'été   | Celtic Glasgow         | Scottish Premiership |
| Steven Bergwijn        | Ailier            | Pays-Bas       | Transfert      | 31,25 millions d'€ | Mercato d'été   | Ajax Amsterdam         | Eredivisie           |
| Jack Clarke            | Ailier            | Angleterre     | Transfert      | Non dévoilé        | Mercato d'été   | Sunderland             | Championship         |
| Troy Parrott           | Attaquant         | Irlande        | Prêt           | -                  | Mercato d'été   | Preston North End      | Championship         |
| Dane Scarlett          | Attaquant         | Angleterre     | Prêt           | -                  | Mercato d'été   | Portsmouth             | League One           |
| Joe Rodon              | Défenseur         | Pays de Galles | Prêt           | -                  | Mercato d'été   | Stade rennais          | Ligue 1              |
| Giovani Lo Celso       | Milieu de terrain | Argentine      | Prêt           | -                  | Mercato d'été   | Villareal CF           | La Liga              |
| Destiny Udogie         | Arrière gauche    | Italie         | Prêt           | -                  | Mercato d'été   | Udinese                | Serie A              |
| Tanguy Ndombele        | Milleu de terrain | France         | Prêt           | -                  | Mercato d'été   | SSC Napoli             | Serie A              |
| Sergio Reguilón        | Arrière gauche    | Espagne        | Prêt           | -                  | Mercato d'été   | Atlético de Madrid     | La Liga              |
| Harry Winks            | Milieu de terrain | Angleterre     | Prêt           | -                  | Mercato d'été   | Sampdoria              | Serie A              |

- Cristian Romero, ayant joué en prêt de l'Atalanta Bergame sous les couleurs de Tottenham lors de l'exercice précédent est acheté définitivement par les Spurs.

## Résultats

### Championnat

#### Classement
| Rang | Équipe                 | Pts | J  | G  | N  | P  | Bp | Bc | Diff | Qualification ou relégation                                   |
| ---- | ---------------------- | --- | -- | -- | -- | -- | -- | -- | ---- | ------------------------------------------------------------- |
| 6    | Brighton & Hove Albion | 62  | 38 | 18 | 8  | 12 | 72 | 53 | +19  | Qualification pour la phase de groupes de la Ligue Europa     |
| 7    | Aston Villa            | 61  | 38 | 18 | 7  | 13 | 51 | 46 | +5   | Qualification pour les barrages de la Ligue Europa Conférence |
| 8    | Tottenham Hotspur      | 60  | 38 | 18 | 6  | 14 | 70 | 63 | +7   |                                                               |
| 9    | Brentford FC           | 59  | 38 | 15 | 14 | 9  | 58 | 46 | +12  |                                                               |
| 10   | Fulham FC P            | 52  | 38 | 15 | 7  | 16 | 55 | 53 | +2   |                                                               |

#### Évolution au classement
| Journée   | 01  | 02 | 03 | 04 | 05 | 06 | 07 | 08 | 09 | 10 | 11 | 12 | 13 | 14 | 15 | 16 | 17 | 18 | 19 | 20 | 21 | 22 | 23 | 24 | 25 | 26 | 27 | 28 | 29 | 30 | 31 | 32 | 33 | 34 | 35 | 36 | 37 | 38 |
| --------- | --- | -- | -- | -- | -- | -- | -- | -- | -- | -- | -- | -- | -- | -- | -- | -- | -- | -- | -- | -- | -- | -- | -- | -- | -- | -- | -- | -- | -- | -- | -- | -- | -- | -- | -- | -- | -- | -- |
| Terrain   | D   | E  | D  | E  | E  | D  | D  | E  | E  | E  | D  | E  | D  | E  | D  | D  | E  | D  | E  | D  | E  | D  | E  | D  | D  | E  | D  | E  | E  | D  | D  | E  | D  | E  | D  | E  | D  | E  |
| Résultats | V   | N  | V  | V  | N  | V  | D  | V  | D  | V  | V  | D  | D  | V  | D  | V  | N  | D  | V  | D  | V  | V  | D  | V  | V  | D  | V  | N  | N  | V  | D  | D  | N  | D  | V  | D  | D  | V  |
| Place     | 1er | 4e | 4e | 3e | 3e | 3e | 3e | 3e | 3e | 3e | 3e | 3e | 3e | 3e | 4e | 4e | 4e | 5e | 5e | 5e | 5e | 5e | 5e | 4e | 4e | 4e | 4e | 4e | 5e | 5e | 5e | 5e | 5e | 7e | 6e | 7e | 8e | 8e |
| Points    | 3   | 4  | 7  | 10 | 11 | 14 | 14 | 17 | 17 | 20 | 23 | 23 | 23 | 26 | 26 | 29 | 30 | 30 | 33 | 33 | 36 | 39 | 39 | 42 | 45 | 45 | 48 | 49 | 50 | 53 | 53 | 53 | 54 | 54 | 57 | 57 | 57 | 60 |

### Ligue des champions

#### Phase de groupes
| Rang | Équipe                 | Pts | J | G | N | P | Bp | Bc | Diff |  | Résultats (▼ dom., ► ext.) |     |     |     |     |
| ---- | ---------------------- | --- | - | - | - | - | -- | -- | ---- |  | -------------------------- | --- | --- | --- | --- |
| 1    | Tottenham Hotspur      | 11  | 6 | 3 | 2 | 1 | 8  | 6  | +2   |  | Tottenham Hotspur          |     | 3-2 | 1-1 | 2-0 |
| 2    | Eintracht Francfort    | 10  | 6 | 3 | 1 | 2 | 7  | 8  | -1   |  | Eintracht Francfort        | 0-0 |     | 0-3 | 2-1 |
| 3    | Sporting CP            | 7   | 6 | 2 | 1 | 3 | 8  | 9  | -1   |  | Sporting CP                | 2-0 | 1-2 |     | 0-2 |
| 4    | Olympique de Marseille | 6   | 6 | 2 | 0 | 4 | 8  | 8  | 0    |  | Olympique de Marseille     | 1-2 | 0-1 | 4-1 |     |